# Dalem Zuid
Dalem Zuid is een wijk in het Tilburgse stadsdeel de Reeshof. Met ruim 4000 inwoners, is de wijk onder te verdelen in de buurten Dalem Zuid I, Dalem Zuid II en Stadsrand Dalem Zuid. Onderdeel uitmakende van het zuidelijke deel van Dalem, wordt de woonwijk ingeklemd door de N260 in het westen en het natuurgebied rondom de Donge in het oosten.
Dalem Zuid is de jaren 90 als woonwijk gerealiseerd en sindsdien verder uitgebouwd. Met de bouw van de buurt Standsrand Dalem Zuid in de jaren 10 en verder is de wijk wederom uitgebreid. Bijna alle straten in Dalem Zuid zijn vernoemd naar Nederlandse woonplaatsen die met de letter S beginnen. Om deze reden wordt dit deel van de Reeshof officieus de S-buurt genoemd.
Dalem Zuid heeft twee basisscholen en men vindt er een van de drie winkelcentra die de Reeshof eigen is: De Vallei. Verder heeft de wijk verschillende sport- en recreatievoorzieningen en aan de rand een klein industrieel terrein.